# I'm Still Here
I'm Still here es un falso documental de 2010 dirigido por Casey Affleck, y escrito por él mismo y Joaquin Phoenix. La película presuntamente narra la vida de Phoenix desde que anuncia su retirada como actor, relatando su transición profesional hasta convertirse en cantante de hip hop. La filmación comenzó oficialmente el 16 de enero de 2009 en un club nocturno de Las Vegas. A lo largo del período de rodaje, Phoenix se mantuvo en el personaje durante sus apariciones en público, dando a muchos la impresión de que estaba realmente comenzando una nueva carrera.
La película se estrenó en el Festival Internacional de Cine de Venecia 67 ª, el 6 de septiembre de 2010. Tuvo un lanzamiento limitado en los Estados Unidos el 10 de septiembre 2010, antes de ser ampliado una semana después, el 17 de septiembre. Aunque había fuertes sospechas de que se trataba de un falso documental, esto sólo fue revelado una vez se estrenó el filme, cuando los responsables del mismo reconocieron que toda la trama era una farsa. 

## Argumento
Tras Two Lovers, el actor declaró estar cansado de actuar, que abandonaba el mundo de la interpretación, y que en el futuro se dedicaría en exclusiva a su faceta de cantante de Hip-Hop. En sus escasas apariciones en los medios, un casi irreconocible Phoenix mostraba, además, un comportamiento cada vez más extraño y poco sociable, y su cuñado y gran amigo Casey Affleck solía estar siempre cerca con una cámara para rodar lo que pasaba. Dada la naturaleza de algunas imágenes, que incluyen desnudos frontales masculinos, consumo de drogas y Phoenix teniendo sexo oral, todo parecía ser real. En septiembre de 2010 se estrenó por fin el film en el festival de Venecia, sin desvelarse el misterio sobre si era falso o no, y recibiendo una buena acogida de la crítica. En la rueda de prensa posterior, Affleck dijo que todo era real, que Phoenix había dejado el cine. Pero días más tarde, en el The New York Times, confesó que era falso, y posteriormente el propio Phoenix, en el programa de David Letterman, desveló que siempre estuvo interpretando un personaje. Palabras de Phoenix: "Affleck y yo queríamos hacer un film que explorara la libertad, la relación entre los medios de comunicación, sus consumidores y las propias celebridades". 

## El episodio con David Letterman
Poco después de hacer su debut en el rap a mediados de enero de 2009, Phoenix apareció en Late Show with David Letterman para promover lo que él decía era su última película, Two Lovers. Durante el programa, un Phoenix  barbudo, descuidado y con gafas de sol se mostraba incoherente e indiferente hacia las preguntas de David Letterman sobre su carrera de actor. Cuando el público se rio de sus aspiraciones como artista hip-hop, Phoenix se quejó a Letterman de que estaba hablando en serio. 
En una entrevista concedida a principios de ese mismo día para CinemaBlend.com, Phoenix pareció completamente coherente. Circularon muchos rumores de que su última aparición había sido un engaño, a la que Phoenix declaró: "Esto no es una broma. ¿Acaso soy ridículo? ¿Puede mi carrera en la música ser irrisoria? Bueno, es posible, pero desde luego no es mi intención". Ben Stiller, quien aparece en la película promocionando Greenberg, parodió la aparición y aspecto de Phoenix, su pose y su comportamiento en la 81º ceremonia de la entrega de los premios Oscar. Uno de los escritores de Letterman, Bill Scheft, más tarde declaró que Letterman era parte de la broma durante la entrevista. Sin embargo, cuando Roger Ebert le preguntó sobre esta afirmación, Casey Affleck afirmó: "Ese hombre parece poco creíble. Si David sabía algo no fue porqué Joaquín o yo le hubiésemos dicho nada".
Después Affleck declaró en septiembre de 2010 que I'm Still Here era un engaño, y un bien vestido, afeitado y agradable Phoenix volvió al Late Show para promocionar la película. Tanto él como Letterman negaron que el anfitrión del programa hubiese tenido previamente algún conocimiento sobre el falso documental o que la primera entrevista estuviera en el guion. Phoenix dijo que creía que la gente se daría cuenta de que un hombre de "35 años de edad que dice retirarse de la actuación" estaba haciendo "una broma", y que no había esperado la cantidad de atención que su anuncio y su entrevista con Letterman recibieron. Letterman recordó el final de la anterior entrevista, diciendo: "Al final de nuestra charla, la última vez que estuviste aquí, (...) te saliste del personaje: eras la viva imagen del colgado barbudo y luego, al final del segmento, te quitaste las gafas de sol y todo volvió a la normalidad". Phoenix afirmó que Affleck se enfadó con él por hacerlo.

## Reparto
- Joaquin Phoenix como él mismo.
- Sean 'P. Diddy' Combs como él mismo.
- Casey Affleck como él mismo.
- Antony Langdon como él mismo.
- Mos Def como él mismo.
- Ben Stiller como él mismo.
- Edward James Olmos como él mismo.
- Jamie Foxx como él mismo.

## Recepción
En mayo de 2010, la película fue presentada a los compradores potenciales. El diario The New York Times informó que la película contó con "la desnudez frontal masculina que es posible encontrar en algunas películas porno gay y una secuencia repugnante en el que alguien enfrentado con Phoenix, defeca en el actor mientras duerme". Además, se dijo que la película representa a Phoenix "esnifando cocaína, pidiendo prostitutas, teniendo sexo oral con una publicista, tratando a sus asistentes de forma abusiva y rapeando mal." Al parecer los compradores de cine, después de ver la película, aún no sabían si se trataba de un documental serio o un falso documental.
Tras su lanzamiento I'm Still Here tenía una calificación de 54% en Rotten Tomatoes.  Los críticos se mostraron divididos sobre si se debe interpretar la película documental o de performance. Box Office Mojo informó a todo el mundo bruto de 568.963$ en junio de 2011.